# Jáchym Topol
Jáchym Topol (* 4. srpna 1962 Praha) je český básník, prozaik, hudebník a žurnalista, jenž se stal v říjnu roku 2017 za román Citlivý člověk laureátem Státní ceny za literaturu.

## Život
Jáchym Topol se narodil 4. srpna 1962 v Praze jako syn básníka a dramatika Josefa Topola a Jiřiny Topolové, dcery spisovatele Karla Schulze.
V roce 1981 složil maturitu. V letech 1981–1983 studoval na střední škole sociálně právní, kterou předčasně opustil. V jeho klubovém bytě v Radlicích tehdy proběhlo pásmo literárně-dramatických pořadů.
Do roku 1986 pracoval jako skladník, topič, nosič uhlí. Od roku 1991 je spisovatelem z povolání, od roku 1996 byl posluchačem oboru etnologie na Filozofické fakultě UK, studium nedokončil.
Přibližně od roku 1980 působil jako zpěvák a textař skupiny Psí vojáci (frontman skupiny byl jeho bratr Filip Topol), později skupiny Národní třída, jeho básně zhudebnila i Monika Načeva. Je představitelem undergroundu.
Do roku 1993 byl šéfredaktorem časopisu Revolver Revue. Byl členem redakce týdeníku Respekt od jeho založení v roce 1990 do roku 2007. V letech 2009–2011 působil v redakci deníku Lidové noviny, nyní pracuje jako dramaturg Knihovny Václava Havla.
Roku 1984 obdržel za samizdatovou sbírku Miluju tě k zbláznění Cenu Toma Stopparda. V září 2010 se stal laureátem Ceny Jaroslava Seiferta. V září 2015, na závěr Vilenického mezinárodního literárního festivalu, byl oceněn Vilenickou cenou, kterou mu udělil Slovinský svaz spisovatelů za mimořádnou literární činnost ve střední Evropě. Časopis A2 zařadil v roce 2020 jeho román Sestra do českého literárního kánonu po roce 1989, tedy do výběru nejdůležitějších českých knih v období třiceti let od sametové revoluce.
Na jaře 1988 se stal prvním aktivistou monarchistické opoziční iniciativy České děti a prvním signatářem monarchistického manifestu Návrat krále hned po jeho autorovi Petru Placákovi. V roce 1999 se stal jedním ze signatářů prohlášení Na prahu nového milénia a účastní se akcí pořádaných studentským spolkem Babylon.
Více než 80 českých osobností, včetně Jáchyma Topola, se v únoru 2024 v otevřeném dopise nazvaném "Výzva ke změně postoje české vlády ke krizi na Blízkém východě" vyjádřilo kriticky k vládě Petra Fialy za její bezvýhradnou podporu izraelské vlády ve válce v Gaze „bez ohledu na humanitární katastrofu“ v Pásmu Gazy, čímž podle signatářů petice Fialova vláda rezignovala na lidskoprávní rozměr české zahraniční politiky.

## Dílo
Do počátku 90. let psal především poezii a písňové texty, vydávat mohl pouze formou samizdatu. Po roce 1989 v jeho díle postupně převážila próza a svá díla mohl začít oficiálně publikovat.

### Poezie
- Eskymáckej pes (samizdat, 1982)
- Stěhovavá tvář (samizdat, 1983)
- Noty pro podzimní bytost (samizdat, 1984)
- Miluju tě k zbláznění (Atlantis, 1991) – shrnutí básní z předchozího období, buřičská revolta proti společnosti
/ překlad Анжелина Пенчева (Anželina Penčeva): Обичам те до лудост, Парадокс, Sofie (2020, bulharsky)
- V úterý bude válka (Vokno, 1992) – představa o nepřijatelném vnějším světě, ke kterému citlivý vnitřní svět nepatří
- Děsivý spřežení (Revolver Revue, 2016) – výběr básní ze tří samizdatových sbírek a povídka Venezuela. Sbírku uspořádal Marek Vajchr.
- Udržuj svou ledničku plnou. Písňové texty a zhudebněné básně 1979-2021 (Torst, 2021)

### Próza
- Výlet k nádražní hale (Petrov, 1994)
/ překlad Alex Zucker: A Trip to the Train Station (Petrov: 1995, Albatros PLUS: 2011, anglicky a česky)
/ překlad Hagar William Olsson, Utflykt till järnvägsstationen, Rámus Förlag HB, Malmö (2002, švédsky)
- Sestra (Atlantis, 1994) – rozsáhlý román, drsně naturalistický a zároveň poetický, v němž se prolíná realita a sen; ich-forma
/ překlad Eva Profousová, Beate Smandek: Die Schwester, Volk und Welt (1998), Suhrkamp (2004, německy)
/ překlad Péter Koloszár, Nővérem, Kalligram, Pozsony (1998, maďarsky)
/ překlad Alex Zucker: City Sister Silver, Catbird Press, North Haven, USA (2000, anglicky)
/ překlad Leszek Engelking: Siostra, Wydawnictwo W.A.B., Warszawa (2002, polsky)
/ překlad Nives Vidrih: Sestra, Sanje, Ljubljana (2007, slovinsky)
- Anděl (Hynek, 1995)
/ překlad Peter Sacher: Engel Exit, Volk und Welt (1997, německy)
/ překlad Marianne Canavaggio: Ange exit, Laffont, Paris (1999, francouzsky)
/ překlad Péter Koloszár, Angyal, Kalligram, Pozsony (2000, maďarsky)
/ překlad Marcin Babko, Anioł, FA-art, Bytom (2002, polsky)
/ překlad Martin Alaçam: Andel, Norgunk, Istanbul (2005, nové vydání jako Melek Kavşağı, 2020, turecky)
/ překlad Laura Angeloni: Andel: l'incrocio dell'Angelo, Azimut, Roma (2008, italsky)
/ překlad Вераніка Бяльковіч (Veranika Bjal’kovič) a Сяргей Сматрычэнка (Sjarhej Smatryčenka): Анёл, Логвінаў, Мінск (2008, bělorusky)
/ překlad Alex Zucker: Angel Station Dalkey Archive Press, Victoria, Texas, USA (2017, anglicky)
- Trnová dívka (Hynek, 1997), přeložené příběhy severoamerických indiánů
- Noční práce (Torst / Hynek, 2001)
/ překlad Marianne Canavaggio: Missions nocturnes, Laffont (2002, francouzsky)
/ překlad Eva Profousová, Beate Smandek: Nachtarbeit, Suhrkamp (2003, německy)
/ překlad Edgar de Bruin: Nachtwerk, Ambo|Anthos Publishers (2003, nizozemsky)
/ překlad Leszek Engelking: Nocna praca, Wydawnictwo W.A.B. (2004, polsky)
/ překlad Péter Koloszár, Éjszakai munka, Kalligram, Pozsony (2004, maďarsky)
/ překlad Laura Angeloni: Lavorna notturno, Azimut, Roma (2006, italsky) 
/ překlad Kepa-Lluís Uharte-Mendikoa: Misiones nocturnas, Lengua de trapo, Madrid (2006, španělsky)
/ překlad Kristin Sofie Kilsti: Nattarbeid, Bokvennen forlaget (2007, norsky) 
/ překlad Sanja Milićević Armada: Noćni posao, Fraktura, Zaprešić (2007, chorvatsky)
/ překlad Tora Hedin, Nattarbete, Ersatz Publishers, Stockholm (2008, švédsky)
/ překlad Marek Tomin: Nightwork, Portobello Books, Londýn (2014, anglicky)
/ překlad Donka Rous: Ноќна работа, Издавачки центар ТРИ, Skopje (2016, makedonsky)
/ překlad Nives Vidrih: Nočno delo, Cankarjeva založba, Ljubljana (2016, slovinsky) 
/ překlad Uroš Nikolić: Noćna smena, Dereta, Beograd (2017, srbsky)
/ překlad Анжелина Пенчева (Anželina Penčeva): Нощни работи, Парадокс, Sofie (2019, bulharsky)
- Kloktat dehet (Torst, 2005) – protifaktová historická fikce[9][p 1]
/ překlad Edgar de Bruin: Spoelen met teerzeep, Ambo Anthos Publishers (2006, nizozemsky)
/ překlad Andreas Tretner, Milena Oda: Zirkuszone, Suhrkamp (2007, německy)
/ překlad Leszek Engelking: Strefa cyrkowa, Wydawnictwo W.A.B. (2008, polsky)
/ překlad Péter Koloszár, Kátrány, Kalligram, Pozsony (2009, maďarsky)
/ překlad Kepa-Lluís Uharte-Mendikoa: Gárgaras con alquitrán, Lengua de trapo, Madrid (2009, španělsky)
/ překlad Kristin Kilsti: Å gurgle tjære, Bokvennen, Oslo (2009, norsky)
/ překlad Marianne Canavaggio: Zone cirque, Noir sur Blanc Paris (2009, francouzsky)
/ překlad David Short: Gargling with Tar, Portobello Books, Londýn (2010, anglicky)
/ překlad Ани Бурова (Ani Burova): Katpaн, Парадокс Sofia (2010, bulharsky)
/ překlad Laura Angeloni: Artisti e animali del Circo socialista, Giulio Einaudi editore, Torino (2011, italsky) 
/ překlad Münire Turan: Sirk Bölges, Önce Kitap, Istanbul (2012, turecky) 
/ překlad Pierre Friedmann: לגרגר זפת, Achuzat Bayit, Tel Aviv (2013, hebrejsky)
/ překlad Lidia-Veronica Našincová: Gargară cu gudron, Editura Art, București (2017, rumunsky)
/ překlad Маргарета Карајанова (Margareta Karajanova): Гаргара со катран, Антолог, Skopje (2020, makedonsky)
- Zlatá hlava (Život, 2005) 
/ překlad Edgar de Bruin: Het Gouden Hoofd, Uitgeverij Voetnoot, Antwerpen (2007, nizozemsky)
/ překlad Sophie Sköld, Det gyllene huvudet, Rámus Förlag HB, Malmö (2008, švédsky)
- Supermarket sovětských hrdinů (Torst, 2007): kniha obsahuje již dříve publikované povídky, stejně jako text divadelní hry Cesta do Bugulmy 
/ překlad Leszek Engelking: Supermarket bohaterów radzieckich, wydawnictwo czarne, Sękowa (2005, polsky)
- Chladnou zemí (Torst, 2009)
/ překlad Tora Hedin, Kallt Land, Ersatz Publishers, Stockholm (2009, švédsky)
/ překlad Eva Profousová: Die Teufelswerkstatt, Suhrkamp (2010, německy)
/ překlad Edgar de Bruin: De werkplaats van de duivel, Ambo Anthos Publishers (2010, nizozemsky)
/ překlad Kristin Kilsti: Gjennom et kaldt land, Bokvennen, Oslo (2010, norsky)
/ překlad Nives Vidrih: Hladna dežela, Cankarjeva založba, Ljubljana (2010, slovinsky)
/ překlad Péter Koloszár, Az ördög mühelye, Kalligram, Pozsony (2011, maďarsky)
/ překlad Tihana Hamović: Hladnom zemljom, Treći Trg, Beograd (2011, srbsky)
/ překlad Marianne Canavaggio: L'atelier du diable, Noir sur Blanc Paris (2012, francouzsky)
/ překlad Letizia Kostner: L'officina del diavolo, Zandonai, Rovereto (2012, italsky)
/ překlad Ани Бурова (Ani Burova): През студената земя, Парадокс, Sofie (2012, bulharsky)
/ překlad Leszek Engelking: Warsztat Diabła, Wydawnictwo W.A.B. (2013, polsky)
/ překlad Alex Zucker: The Devil’s Workshop Portobello Books, Londýn (2013, anglicky)
/ překlad Kepa-Lluís Uharte-Mendikoa: Por el país del frío, Lengua de trapo, Madrid (2013, španělsky)
/ překlad Sorin Paliga: Atelierul Diavolului, Editura Art, București (2015, rumunsky)
/ překlad Mirna Stehlíková Đurasek: Hladnom zemljom, V.B.Z., Zagreb (2015, chorvatsky)
/ překlad Тетяна Окопна (Tetjana Okopna): Майстерня диявола, Темпора, Kyjev (2016, ukrajinsky)
/ překlad Сяргей Сматрычэнка (Sjarhej Smatryčenka): Цзх д'ябла, Логвінаў, Мінск (2017, bělorusky)
/ překlad Lada Halounová: Gennem et koldt land, Forlaget Silkefyret, Aarhus (2018, dánsky)
/ překlad Сергей Сергеевич Скорвид (Sergej Skorvid): Мастерская дбявола, Книжники, Moskva (2019, rusky)
/ překlad Amr Ahmed Shatury, Al Arabi, Káhira (2019, arabsky)
/ překlad Li Hui, Guangdong Flower City Publishing House Co., Kuang-tung (2019, čínsky)
- Citlivý člověk (Torst, 2017) 
/ překlad Dorota Dobrew: Wrażliwy człowiek, wydawnictwo czarne, Sękowa (2019, polsky)
/ překlad Eva Profousová: Ein empfindsamer Mensch, Suhrkamp (2019, německy)
/ překlad Laura Angeloni: Una persona sensibile, Keller editore, Rovereto (2020, italsky)
/ překlad Edgar de Bruin: Een gevoelig iemand, Uitgeverij Voetnoot, Antwerpen (2020, nizozemsky)
/ překlad Соња Стојменска-Елзесер (Sonja Stojmenska-Elzeser): Чувствителен човек, Артконект, Skopje (2020, makedonsky)
/ překlad Marianne Canavaggio: Une personne sensible, Noir sur Blanc Lausanne (2021, francouzsky)
/ překlad Uroš Nikolić: Osetljivi čovek, Heliks, Beograd (2021, srbsky)
/ překlad Vaida Braškyté Němečková: Jautrus žmogus, Aukso žuvys, Vilnius (2021, litevsky)
/ překlad Mirna Stehlíková Đurasek: Osjetljiv čovjek, V.B.Z., Zagreb (2022, chorvatsky) / překlad Marie Wenger: En Känslig Själ, Rámus förlag, Malmö (2022, švédsky) / překlad Alex Zucker: A Sensitive Person, Yale University Press (2023, anglicky)

### Divadelní hra
- Cesta do Bugulmy (Svět a divadlo č. 4, 2006)

Inscenace:
fantasmagorické scénické čtení: Divadlo v Dlouhé Praha, režie: Karel Král, premiéra 23. 1. 2007
inscenace: Divadlo Na zábradlí Praha, režie: Jiří Pokorný, premiéra 15. 6. 2007
překlad Eva Profousová: Die Reise nach Bugulma, henschel SCHAUSPIEL (2006, německy)
překlad Leszek Engelking: Droga do Bugulmy, Dialog č. 11 (2005), wydawnictwo czarne (2006, polsky)
Rozhlasová adaptace:
Český rozhlas Vltava, režie: Thomas Zielinski, hudba: Ivan Acher, 2007

### Publicistika
- Nemůžu se zastavit (Portál Rozhovory, 2000)
- Cestou na východ – texty k fotografiím Karla Cudlína (Torst, 2008)
- Manévry 2006/07 : Manoeuvres 2006/07 – texty k fotografiím Gabiny (Gabina a Torst, 2008)
- Chtíč po svobodě – texty k fotografiím Pavla Hrocha (Kant, 2014)
- Výstup Jižní věží – výbor publicistických textů (Torst, 2018)
- Zabitý idol Václav Švéda (Respekt 48/2005, Respekt Special IV/2015) / překlad Anthony Bartos: Václav Švéda, the murdered idol, cardandcube 2023, anglicky) / překlad Ondřej Křižan-Hasilík: Das getötete Idol Václav Švéda Archivováno 7. 2. 2023 na Wayback Machine., cardandcube 2023, německy)

### Filmové adaptace
- Anděl Exit (Vladimír Michálek, 2000)
- Sestra (Vít Pancíř, 2008)
- Citlivý člověk (Tomáš Klein, 2023)

### Divadelní adaptace
- Nebe nad Andělem: Divadlo Minor Praha, režie: Karel Makonj, dramatizace: Věra Eliášková, premiéra 27. 11. 1997
- Sestra: Studio Marta Brno, režie: Jan Cimr, dramatizace: Alžběta Michalová, premiéra 20. 12. 2015
- Kouzelná země (Noční práce): Národní divadlo Praha (ve Stavovském divadle), režie: Jan Mikulášek, dramatizace: Jan Mikulášek, Marta Ljubková, premiéra 14. 2. 2019[11]
- S citem (Citlivý člověk): Divadlo Kámen Praha, scénář a režie: Petr Odo Macháček, premiéra 21. 11. 2019[12]
- Poříčská Madona (Citlivý člověk): Divadlo Kámen Praha, scénář a režie: Petr Odo Macháček, premiéra 26. 11. 2020 bez diváků[13]
- Sestra (Sestra): Divadlo DISK, režie: Kryštof Krejčí, dramaturgie: Dana Hlaváčová, premiéra 26. 1. 2024

### Diskografie
Alba
- 1990    Psí vojáci: Vol. 1 + Vol. 2. Black Point (Jáchym Topol autorem textu Hospoda)
- 1991    Psí vojáci: 1979/88 Live. Black Point (JT autorem textů)
- 1991    Psí vojáci: Leitmotiv. Globus International (JT autorem textu Hospoda)
- 1993    Psí vojáci: Baroko v Čechách. Black Point (JT autorem textu)
- 1994    Načeva: Možnosti tu sou… Bonton (JT autor a spoluautor textů)
- 1995    Psí vojáci: Nechoď sama do tmy (tvorba z let 1983–1986). Black Point (JT autorem textů Hospoda a Zavři)
- 1996    Načeva: Nebe je rudý. Bonton (JT autorem textů)
- 1996    Psí vojáci: Národ Psích vojáků. Indies Records (JT autorem textů Hospoda a Thunblues, spoluautor textu Sbohem a řetěz)
- 1997    Psí vojáci: Mučivé vzpomínky (skladby z let 1987–1989). Black Point (JT autorem textu Vzestup)
- 1998    Načeva: Mimoid. S3 Prague (JT spoluautorem textů)
- 1999    Národní třída: Je třeba si zvykat / Vlhkost v nočním autobusu. Black Point (JT autor a spoluautor textů)
- 1999    Psí vojáci: Myši v poli a jiné příběhy. Indies Records (JT autorem textu Sou pastýři)
- 2000    Psí vojáci: Psi a vojáci / Baroko v Čechách / Studio 1983–85. Black Point (JT autorem textů)
- 2001    Načeva: Fontanela. S3 Prague (JT spoluautorem textu Velký ruce)
- 2007    Načeva / Michal Pavlíček / DJ Five: Mami. RESPEKT edice (JT autor a spoluautor textů)
- 2010    Načeva / Pavel Zajíček / DG 307: Prolínání / Fragment. Dinn 1 (JT autorem textů)
- 2010    Michal Pavlíček. Srdeční záležitosti. Columbia (JT autorem textů Zavři a Plot na nebi part I.)
- 2014    Tvrdý / Havelka: U nás v garáži. Polí5 / Indies Happy Trails (JT spoluautorem textu Sbohem a řetěz)
- 2016    Načeva / Michal Pavlíček / Pavel Bořkovec Quartet: Na svahu. Monitor (JT autorem a spoluautorem textů)
- 2018    Iva Bittová / Lenka Dusuilová / Monika Načeva: Spolu. AMP (JT autorem textů Na svahu III a Ohnivá voda)
- 2019    Filip Topol: Nebe je zatažený. Indies Scope (JT spoluautorem textu Sbohem a řetěz)
- 2021    Psí vojáci: Od výčepu k baru 1987/89. Guerilla Records (JT spoluautorem textu Sbohem a řetěz)
- 2023    David Koller: LP XXIII. David Koller (JT autorem a spoluautor textů)
- 2023    Psí vojáci: Psi a vojáci (1979–1980 Live). Black Point (JT autorem textů)

Mluvené slovo / dramatizace / audioknihy
- 2009    Jáchym Topol: Cesta do Bugulmy. Za tratí / Radioservis (JT autorem textu)
- 2018    Jáchym Topol: Citlivý člověk. Radioservis (JT autorem textu)
- 2024    Jáchym Topol: Kloktat dehet. Supraphon (JT autorem textu)